# Пети елемент (музичка група)
Пети елемент била је српска група, тачније бој бенд, који је основала Кристина Ковач.

## Историја
Кристина Ковач је 2001. године одржала аудицију, на којој је одабрала чланове за први српски бој бенд.
Објавили су један албум 2002. године, под називом Добра времена, под продукцијском кућом Комуна. Недеља поподне је био сингл са поменутог албума, који је један од њихових највећих хитова.
Године 2004. су учествовали на Европесми, такмичењу за одабир песме, која је требало да представља Србију и Црну Гору на Песми Евровизије у Истанбулу. Песма Река без повратка је заузела 2. место, одмах иза песме Лане моје Жељка Јоксимовића. Продуцент песме и текстописац била је Кристина Ковач. Исте године су наступали и на фестивалу Сунчане скале са песмом За вјек и вјекова.
Појављују се као хор уз Александру Радовић у песми групе Негатив Љубав. Као гости се појављују и у епизоди тинејџерске серије Неки нови клинци.
Освојили су две награде за поп групу године и награду за најбољи текст на фестивалу Сунчане скале у Херцег Новом 2005. године.
Последњи заједнички наступ, као четворка, без Жељка Олаха, имали су у ревијалном делу емисије Песма за Европу — Диселдорф 2011, избора за песму за Песму Евровизије, где су отпевали песму Река без повратка.

### Чланови групе
- Марко Вулиновић, учествовао је Беовизији 2008. године. Он је графички дизајнер и креативни директор агенције Real Grupa RGS.[12]
- Милорад Мики Рајковић (29. август 1980, Београд) учествовао је на Беовизији 2009. године.[10][13] Појављује се и на такмичењима Први глас Србије и Икс фактор Адриа.[2] Певао је пратеће вокале Корни групи у Сава центру 2019. године.[14] Такође је певао пратеће вокале Ани Миленковић, Јелени Карлеуши и Милану Станковићу.[15]
- Ненад Бусарац (14. септембар 1978), завршио је Факултет инжењерских наука у родном Крагујевцу, певао је пратеће вокале Корни групи у Сава центру 2019. године.[14][16] Осим тога, певао је пратеће вокале и Здравку Чолићу, Александри Ковач и Кристини Ковач.[17]
- Владимир Влада Миленковић
- Жељко Олах

## Дискографија

### Студијски албуми
- Добра времена (2002)